# Charles S. Thaeler, Jr.
Charles Schropp Thaeler, Jr. (* 9. Januar 1932 in Philadelphia, Pennsylvania; † 18. November 2004 in Roswell, New Mexico) war ein US-amerikanischer Biologe und Hochschullehrer. Sein Forschungsschwerpunkt waren die Taschenratten.

## Leben
Thaeler erlangte 1954 den Bachelor of Arts am Earlham College in Richmond, Indiana. 1960 graduierte er mit der Arbeit Variation in Some Marsh Populations of Microtus Californicus zum Master of Arts an der University of California at Berkeley. Ab 1962 studierte er am Museum of Vertebrate Zoology der University of California at Berkeley, wo er 1968 mit der Dissertation An Analysis of the Distribution of Pocket Gopher Species in Northeastern California (Genus Thomomys) unter der Leitung von Seth B. Benson zum Ph.D. promoviert wurde. Zwischen 1956 und 1963 betrieb er Feldstudien über die Gebirgs-Taschenratten (Thomomys), die als Vorlage für seine Doktorarbeit dienten.
Thaelers Forschungen führten ihn durch ganz Kalifornien, aber er konzentrierte sich hauptsächlich auf die Counties in Nordkalifornien, darunter Lassen, Shasta, Siskiyou, Plumas und Mendocino. 
Thaeler war von 1964 bis 1966 Assistenzprofessor für Biologie am Indiana University South Bend, danach zog er mit seiner Familie nach New Mexico. Dort wurde er Assistenzprofessor für Biologie in die Fakultät der New Mexico State University (NMSU) in Las Cruces. Von 1975 bis 1995 war er ordentlicher Professor für Biologie und unterrichtete Kurse in Systematik, während er gleichzeitig im Bereich der Zytogenetik tätig war. Während seiner Zeit an der NMSU in den frühen 1980er Jahren war er auch Vorsitzender des Ausschusses für systematische Sammlungen der American Society of Mammalogists. Ferner war er Mitglied der American Association for the Advancement of Science, der Society for the Study of Evolution, der Ecological Society of America, der Society of Systematic Zoology und von Sigma Xi.
1989 veröffentlichte er in Zusammenarbeit mit Enrique P. Lessa, einem Doktoranden von ihm, den Artikel A Reassessment of Morphological Specializations for Digging in Pocket Gophers im Journal of Mammalogy. Er schrieb auch über Stachelratten (Echimyidae). 
Thaeler war mit Marianne Hobbs Thaeler verheiratet und hatte drei Söhne.

## Dedikationsnamen
Michael S. Alberico benannte im Jahr 1990 die Kolumbianische Taschenratte (Orthogeomys thaeleri) zu Ehren von Charles S. Thaeler, Jr.